# Zodi et Téhu, frères du désert
Pour plus de détails, voir Fiche technique et Distribution.
Zodi et Téhu, frères du désert est une comédie d'aventures française réalisée par Éric Barbier et sortie en 2023.

## Synopsis
« Zodi, un jeune nomade de 12 ans, découvre dans le désert un bébé dromadaire orphelin. Il le recueille, le nourrit, le baptise Téhu et devient son meilleur ami. Zodi apprend par une vétérinaire, Julia, que Téhu est un coureur exceptionnel et qu’il peut rapporter beaucoup d’argent à sa tribu. Mais les qualités de son jeune dromadaire suscitent la convoitise de Tarek le braconnier de la région. Pour éviter que Téhu ne soit vendu, Zodi décide alors de s’enfuir et de traverser le Sahara. C’est pendant ce voyage que Zodi affrontera Tarek, survivra à une tempête de sable et traversera la mer de sel avec pour ultime objectif d'inscrire Téhu à la plus grande course de dromadaires au monde à Abu Dhabi. Avec l’aide de Julia, Zodi va se démener pour réaliser son rêve, faire de Téhu un champion et sauver sa tribu. ».

— Allociné

## Fiche technique
Sauf indication contraire, les informations mentionnées dans cette section peuvent être confirmées par les bases de données cinématographiques IMDb et Allociné,  présentes dans la section « Liens externes ».
- Titre original : Rayane Elmadani et Téhu, frères du désert
- Réalisation : Éric Barbier
- Scénario : Éric Barbier et Jennifer Devoldère
- Musique : Mika
- Décors : Pierre Renson
- Costumes : Laurence Esnault
- Photographie : Thierry Arbogast
- Son : Jérôme Aghion
- Montage : Jennifer Augé
- Production : Thierry Desmichelle, Aïssa Djabri, Ségolène Dupont, Rémi Jimenez et Farid Lahouassa
  - Production exécutive : Denis Penot et Sarim Fassi-Fihri et Rachel Chouity (Abu Dhabi)
- Société de production : Vertigo Productions et FilmWorks
- Société de distribution : SND
- Pays de production :  France
- Langue originale : français
- Format : couleur — 2,35:1
- Genre : Comédie d'aventures
- Durée : 110 minutes
- Dates de sortie :
  - France : 8 février 2023 (sortie nationale)

## Distribution
Sauf indication contraire, les informations mentionnées dans cette section peuvent être confirmées par la base de données cinématographiques IMDb,  présente dans la section « Liens externes ».
- Yassir Drief : Zodi
- Alexandra Lamy : Julia, la vétérinaire
- Youssef Hajdi : Tarek, le trafiquant
- Said Bey : Abdallah, comparse de Tarek
- Jesuthasan Antonythasan : Kumail
- Pierre Hancisse : Jean-Louis, collègue de Julia
- Nadia Benzakour : Amina, la mère de Zodi
- Amine Ennaji : Issouf, le chef de la tribu
- Driss Ouhssin : Ali, l'instituteur
- Mustapha Grumij : Fouad, l'épicier
- Anas El Baz : Moetaz

## Accueil

### Accueil critique
En France, le site Allociné donne la note de 2.6⁄5, après avoir recensé 9 critiques de presse.

### Box-office
Pour son premier jour d'exploitation en France, Zodi et Téhu, frères du désert a réalisé 16 690 entrées, dont 7 706 en avant-première, pour un total de 1 204 séances proposées. En comptant l’ensemble des billets vendus à ce premier jour, le film se positionne en quatrième place du box-office des nouveautés pour sa journée de démarrage, derrière Titanic (26 671), en reprise, et devant Les Têtes givrées (13 279).
Au bout de sa première semaine d'exploitation, le long-métrage d'aventure familial se positionne huitième du box-office hebdomadaire français (avant-premières incluses) en totalisant 84 934 entrées, derrière Pattie et la Colère de Poséidon (108 583) et devant Le Chat potté 2 : La Dernière Quête (83 453),. En semaine 2, le film se positionne treizième du box-office hebdomadaire avec 61 784 entrées supplémentaires, tout juste devant la comédie Juste ciel ! (61 457).
| Pays ou région | Box-office      | Date d'arrêt du box-office | Nombre de semaines |
| -------------- | --------------- | -------------------------- | ------------------ |
| France         | 200 244 entrées | 4 avril 2023               | 8                  |